# 백석중학교 (경기)
백석중학교(白石中學校)는 대한민국 경기도 고양시 일산동구 백석동에 있는 공립 중학교로, 1994년에 개교하였다.

## 학교 연혁
- 1994년 2월 : 백석중학교 설립 인가
- 1994년 3월 1일 : 백석중학교 개교 (4학급 편성)
- 1994년 3월 1일 : 초대 한성우 교장 취임
- 1995년 2월 16일 : 제1회 졸업 (109명)
- 2000년 3월 1일 : 체육관 신축
- 2019년 9월 1일 : 제8대 김순영 교장 취임
- 2021년 1월 13일 : 제27회 졸업(187명) 연 11,587명
- 2025년 1월9일 : 졸업식

## 참고 자료
- 백석중학교 - 한국교육학술정보원 학교알리미